# Instrumento de cuerda pulsada

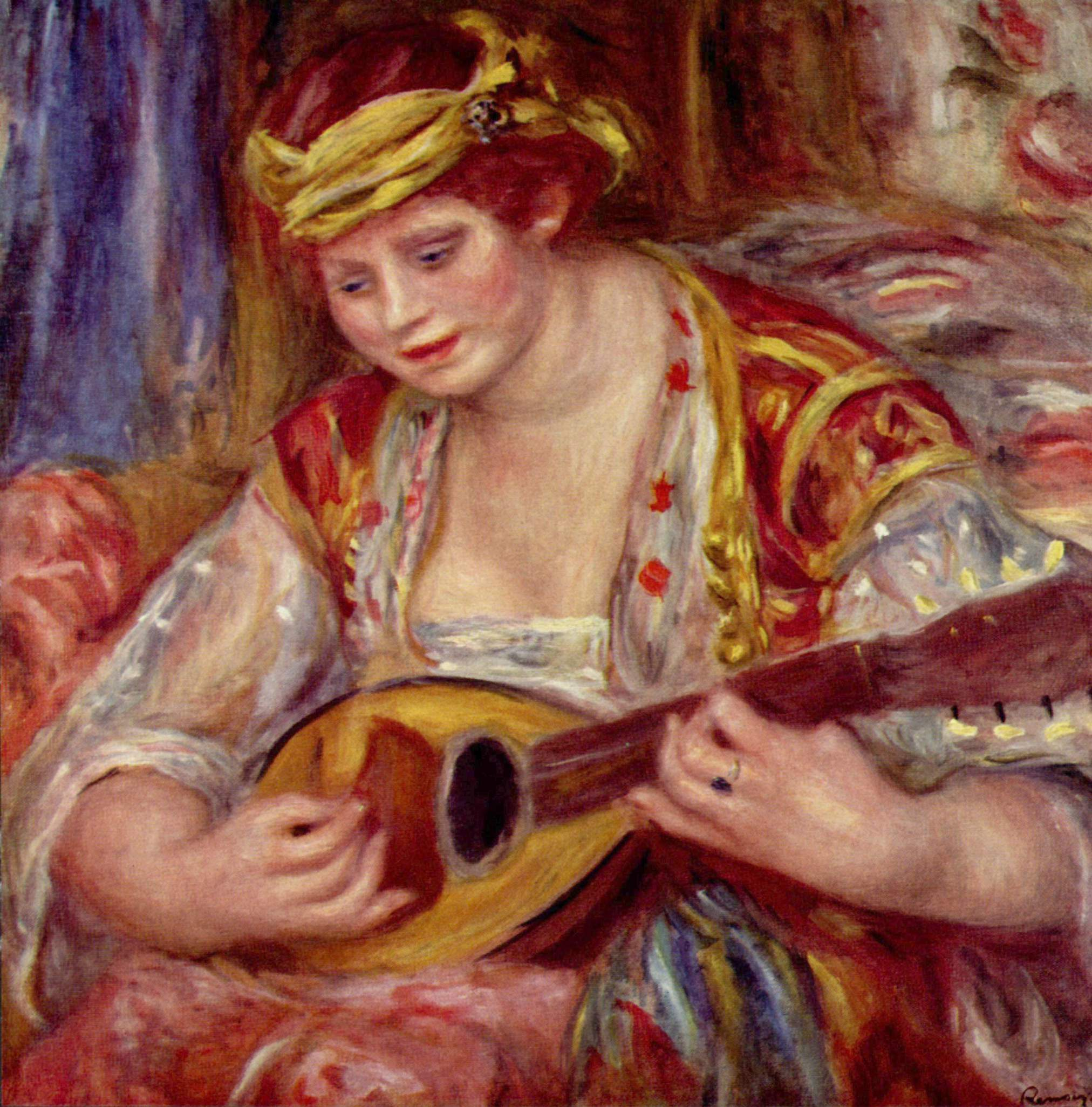
Cuadro de Pierre-Auguste Renoir.

A este grupo pertenecen los instrumentos cuyas cuerdas se hacen vibrar con los dedos, las uñas o con un plectro.

## Instrumentos

### Occidentales

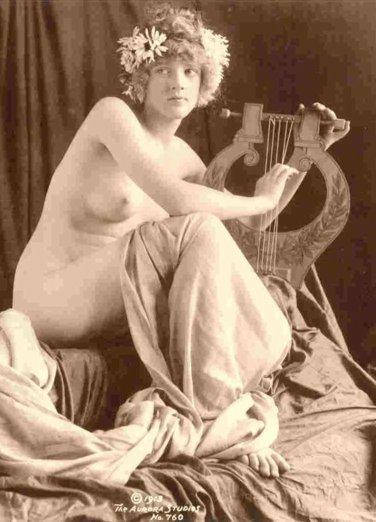
Lira.
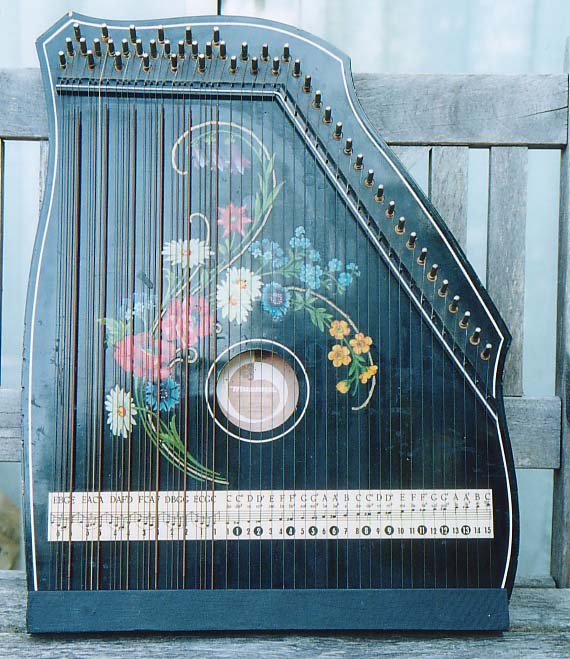
Cítara.
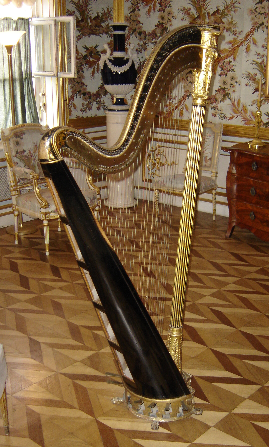
Arpa.
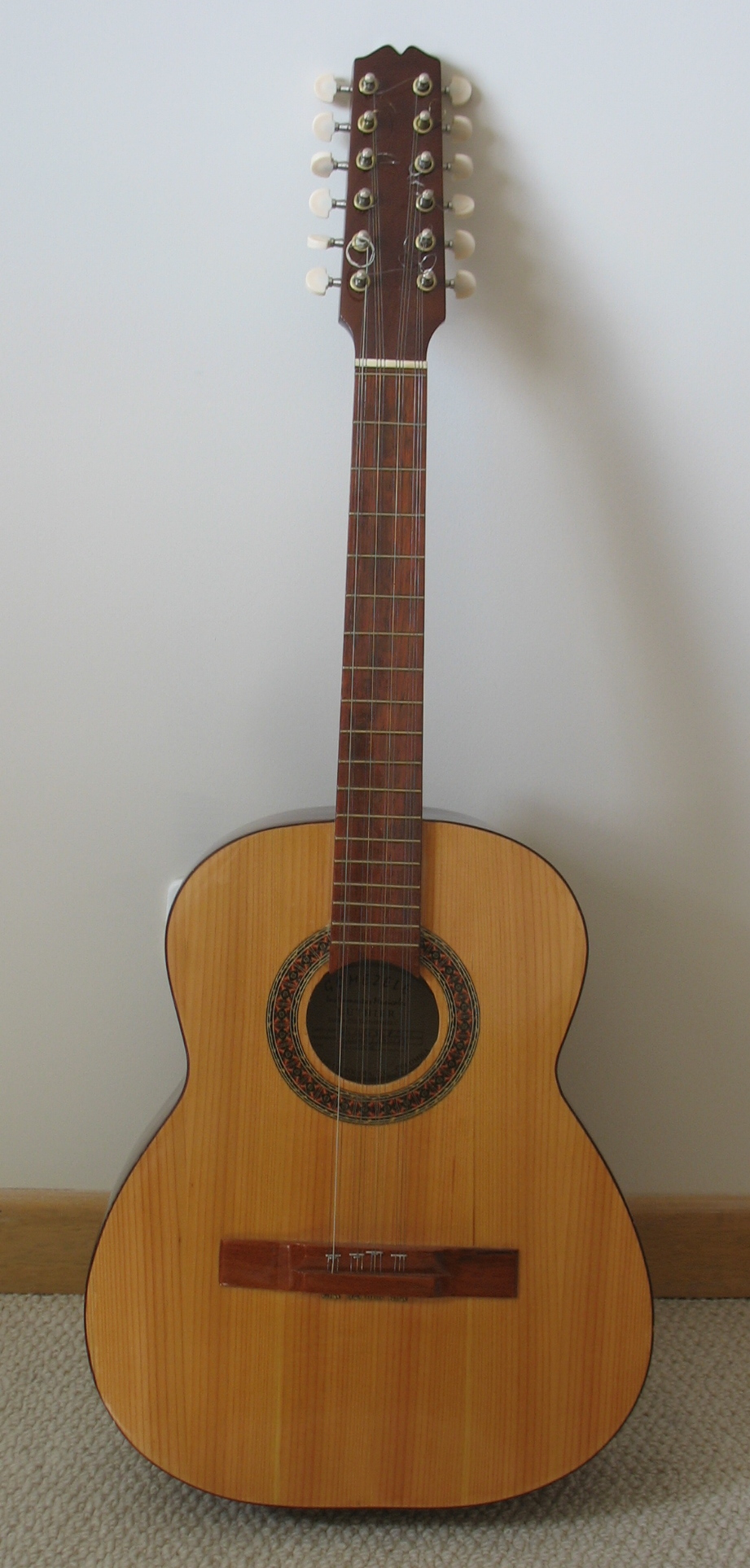
Tiple.
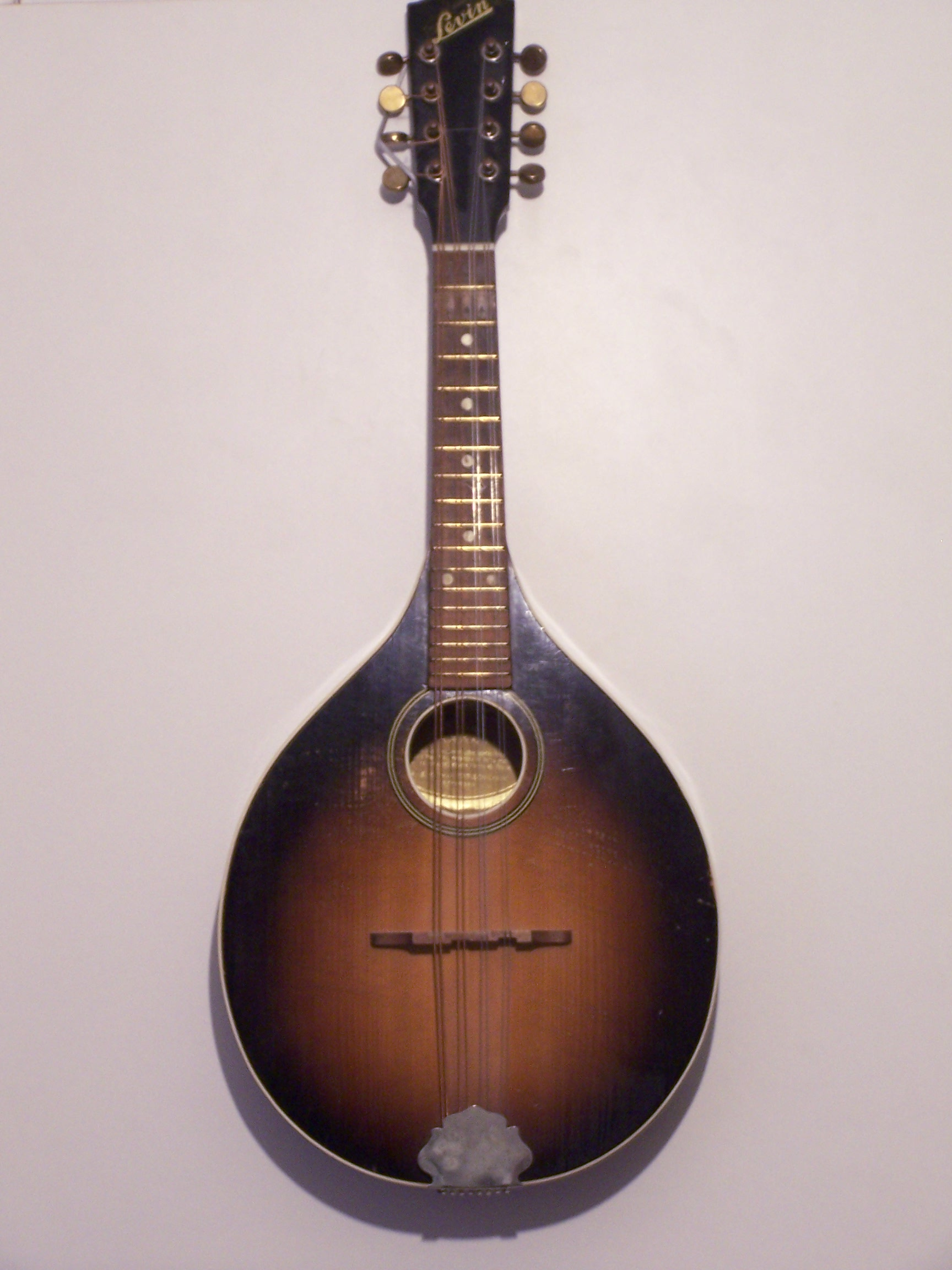
Mandolina.
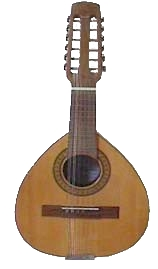
Bandurria.
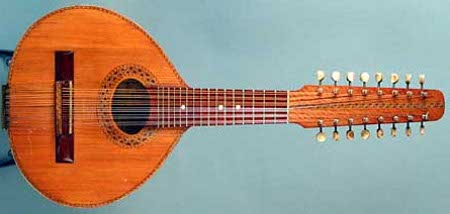
Bandolina.
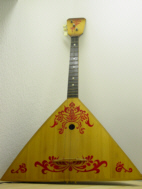
Balalaika.
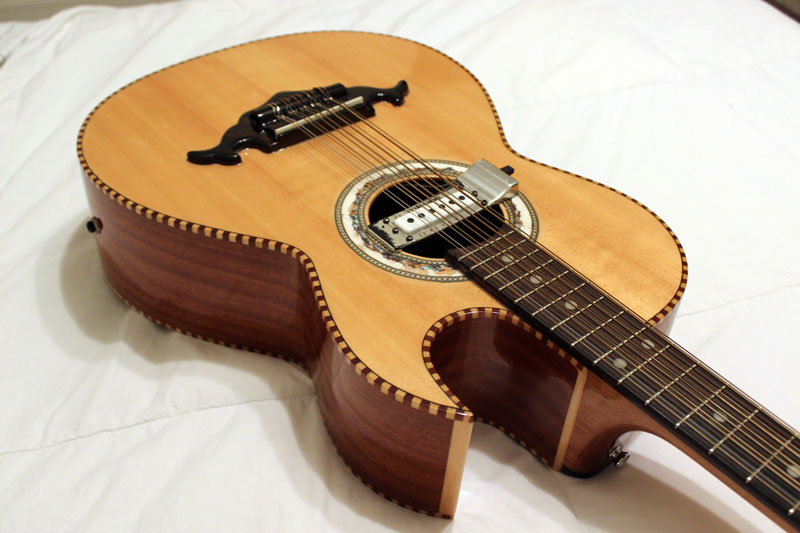
Bajo Quinto
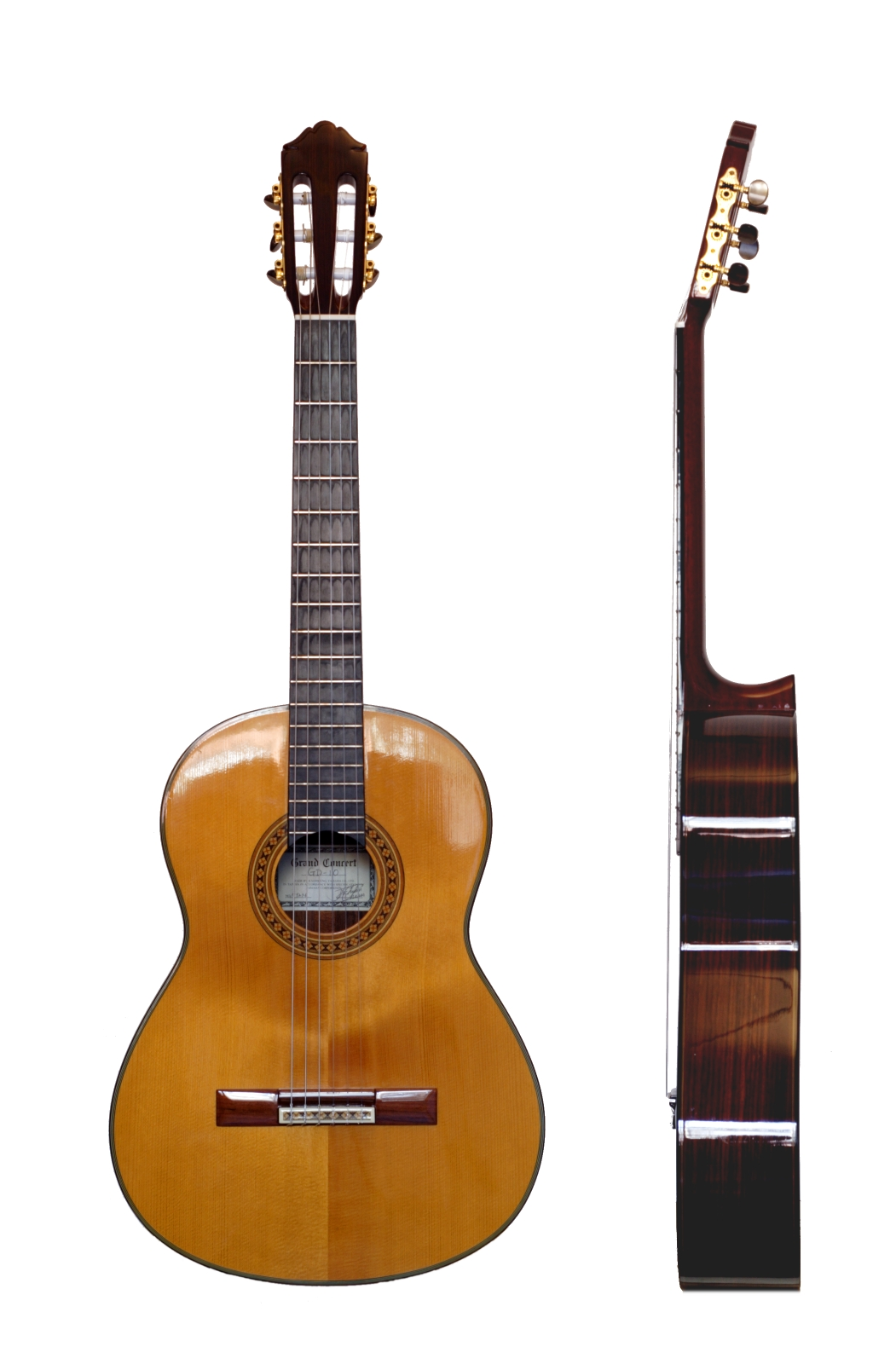
Guitarra.
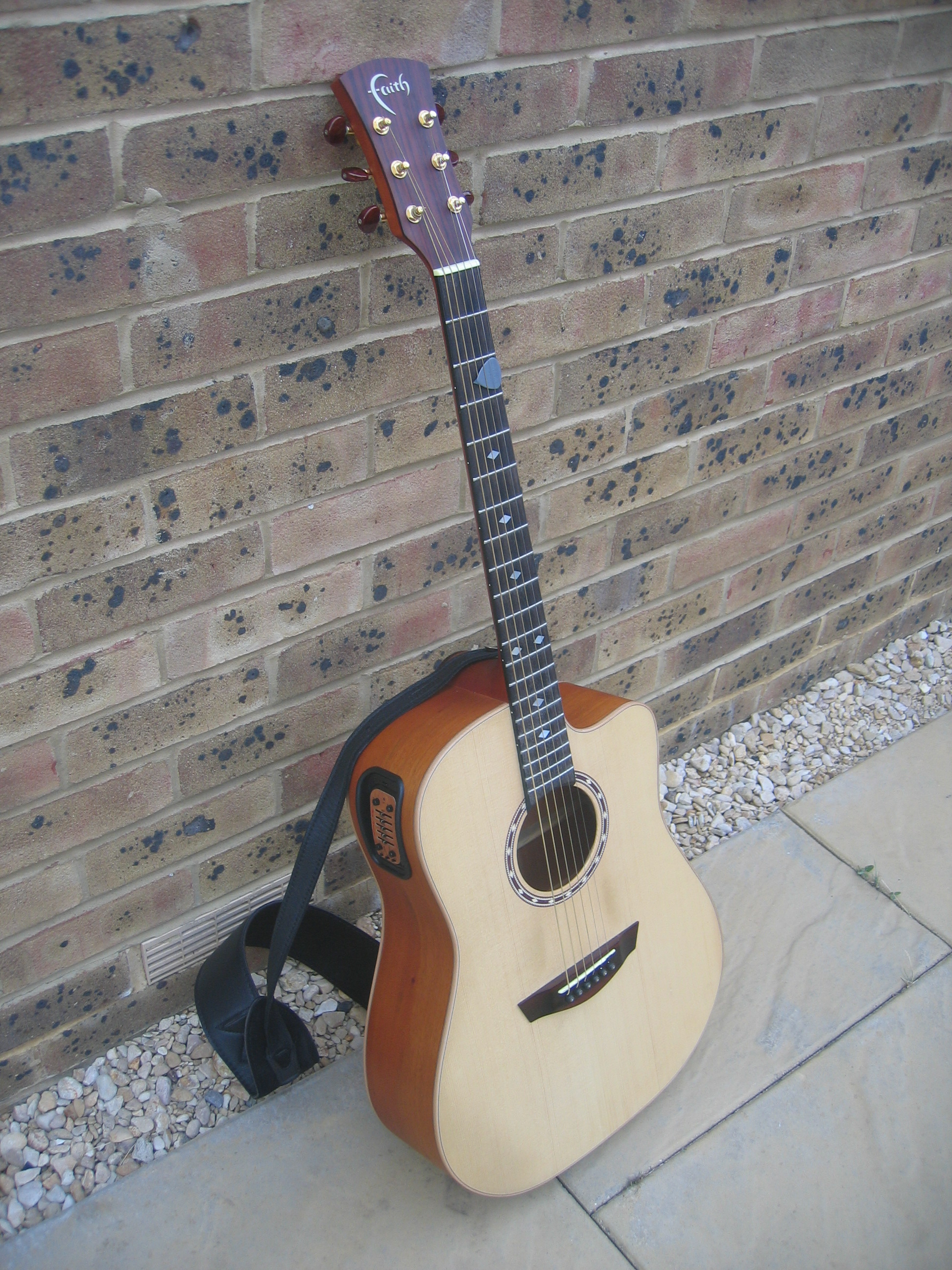
Guitarra electro-acústica
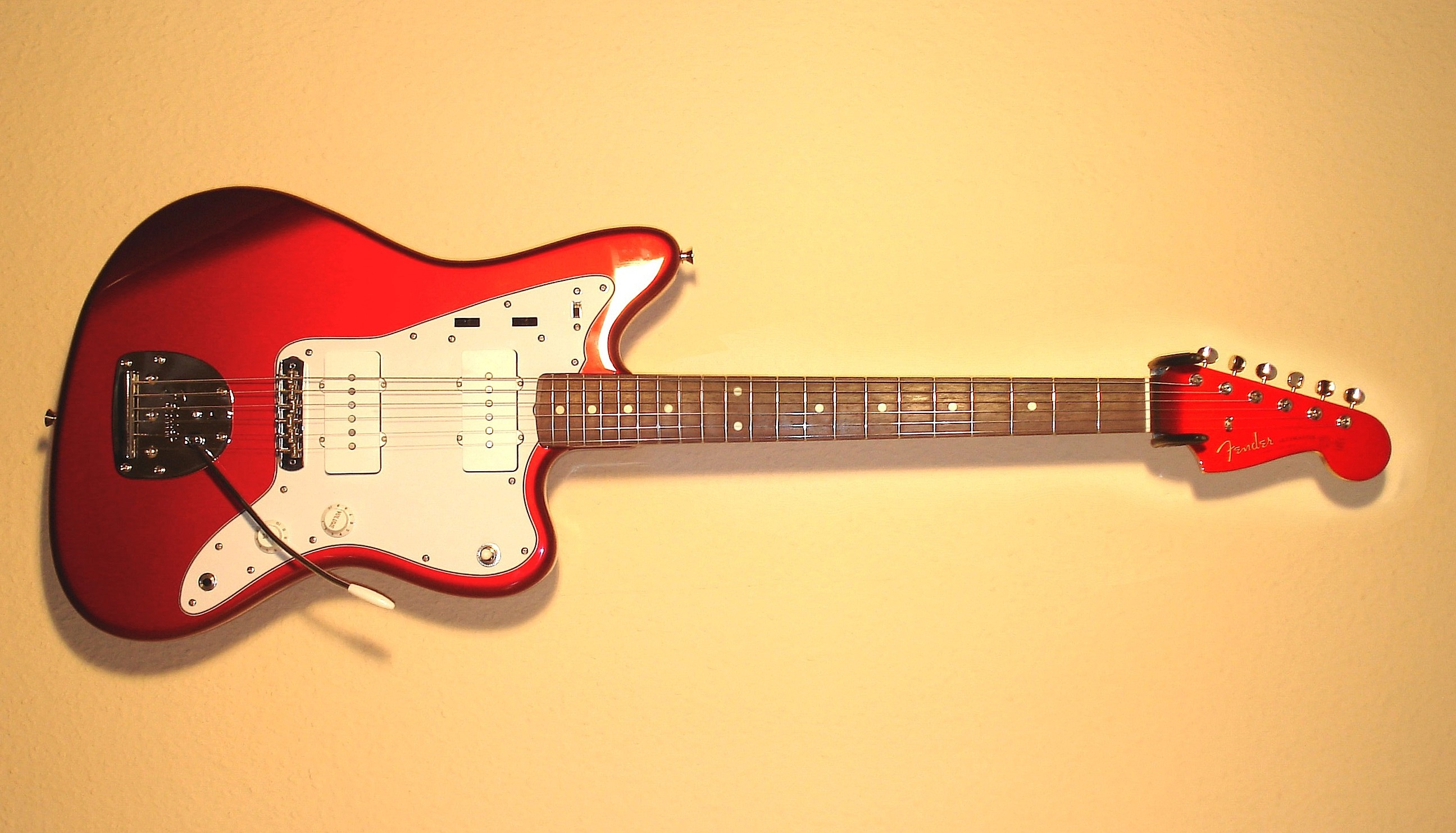
Guitarra eléctrica
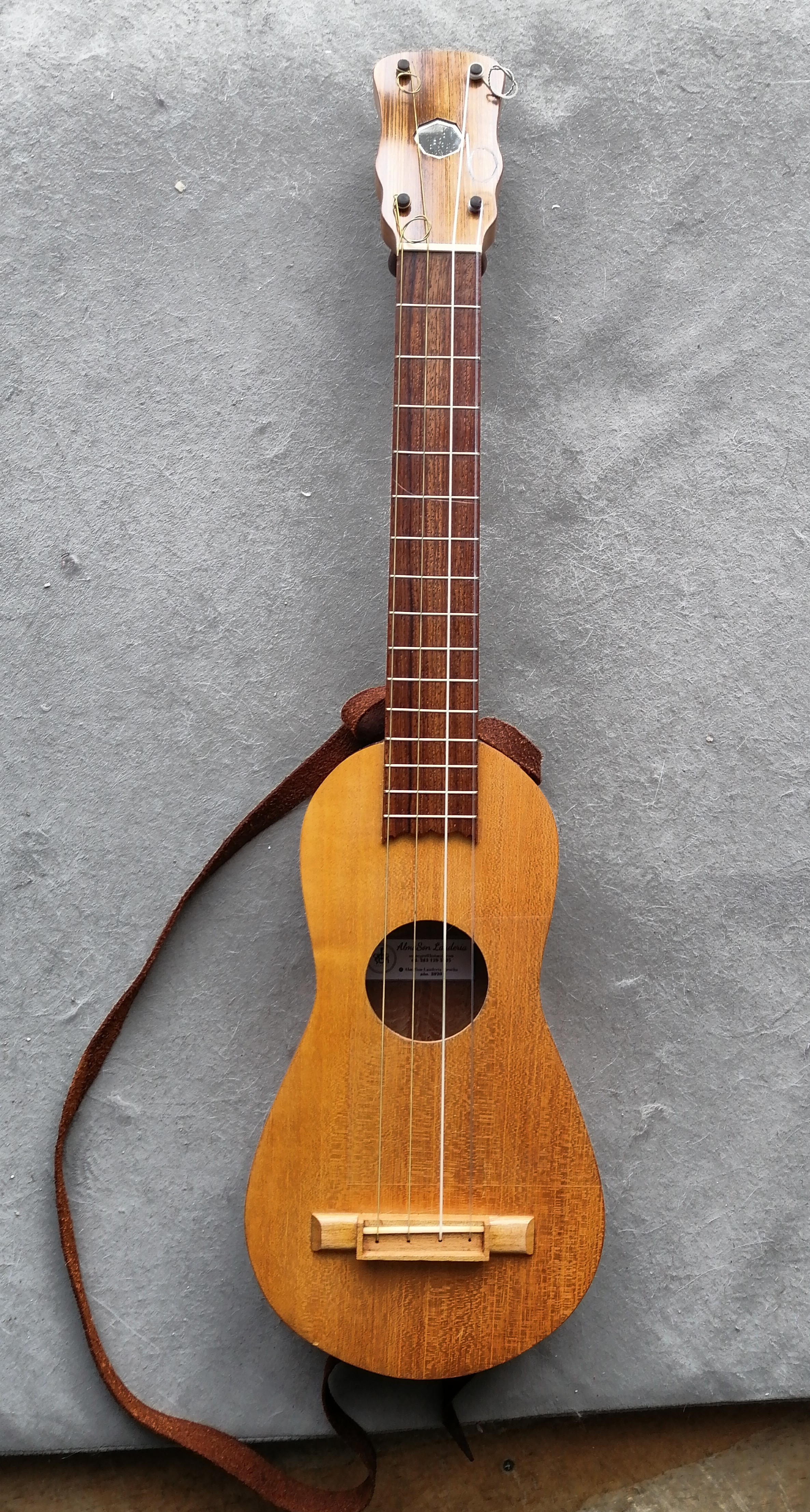
Requinto jarocho
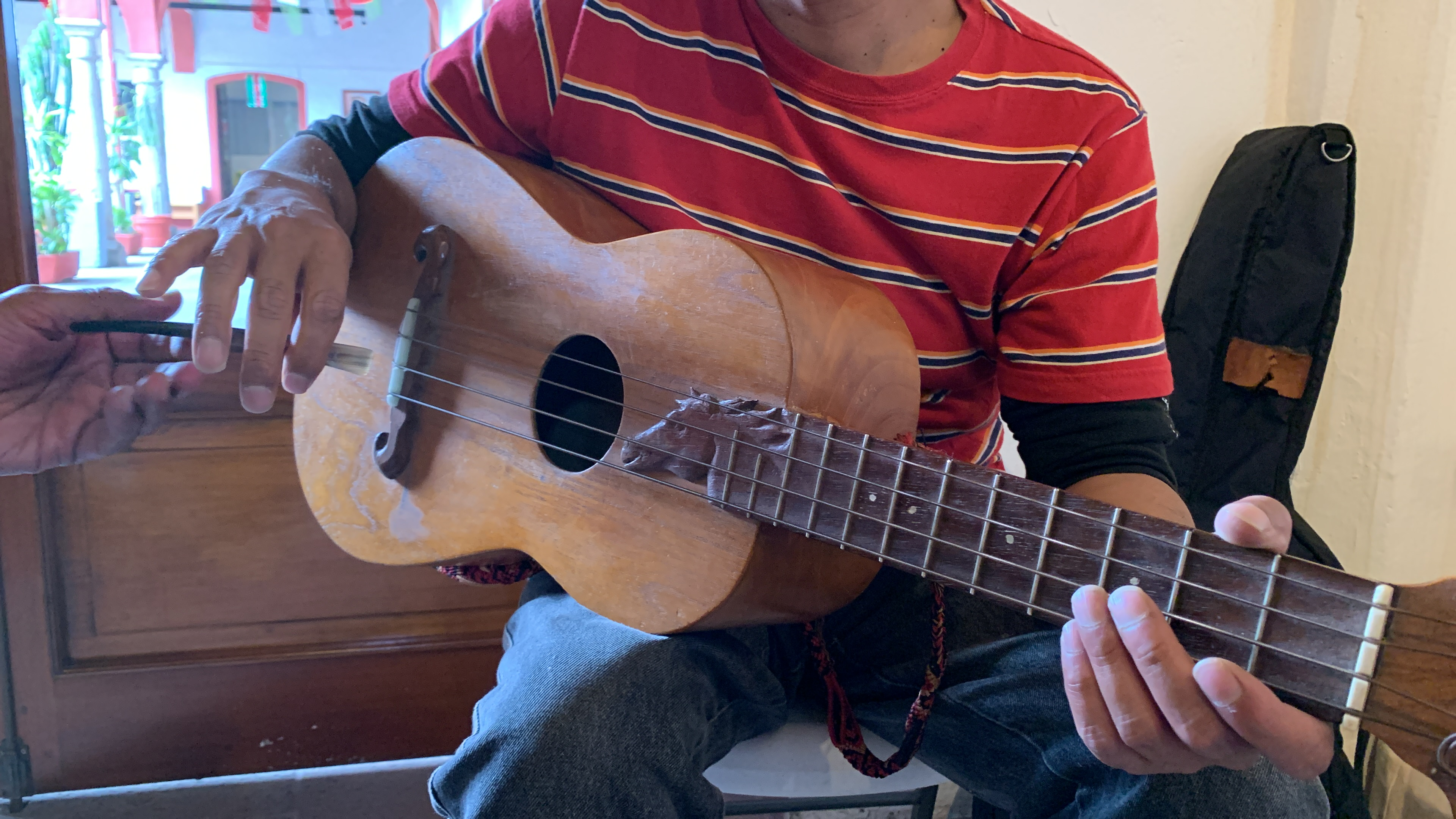
Leona
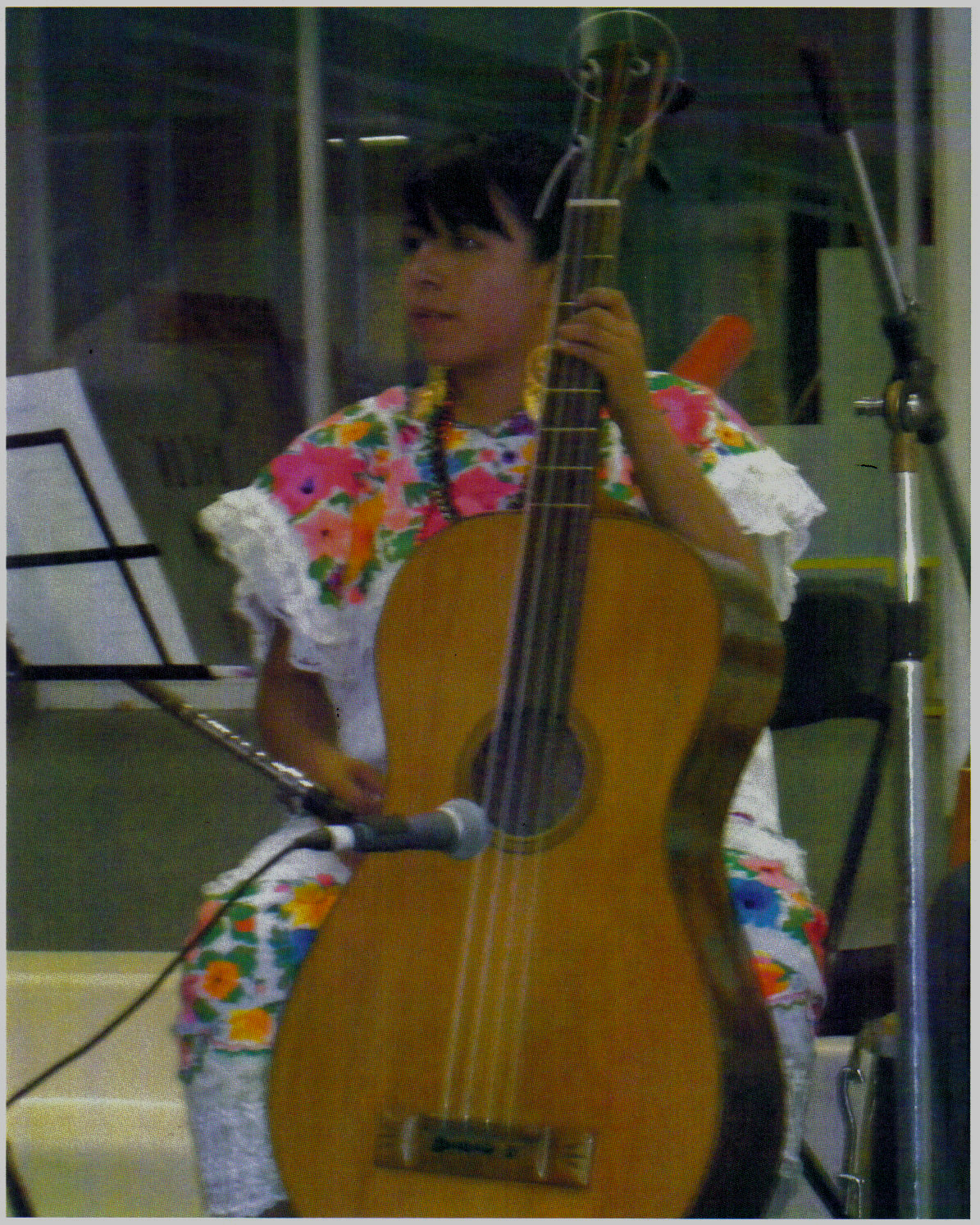
Tololoche
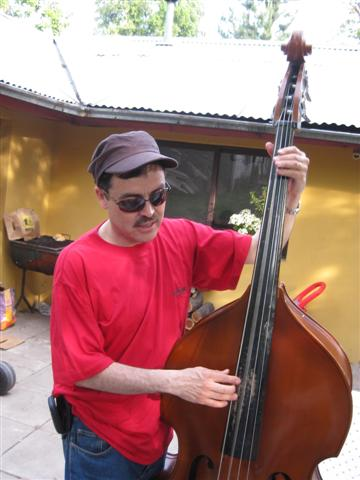
Contrabajo (pulsado)

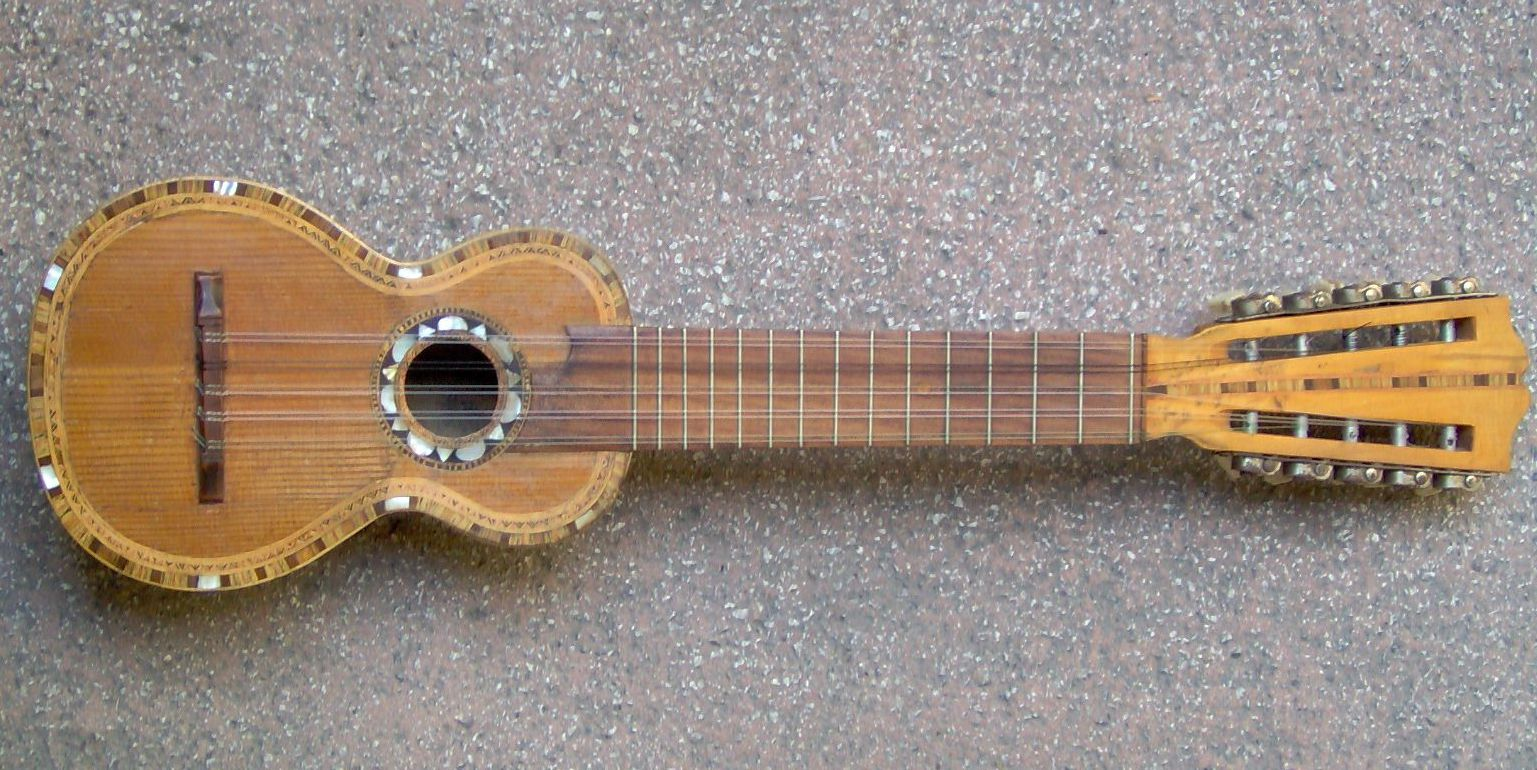
Charango.
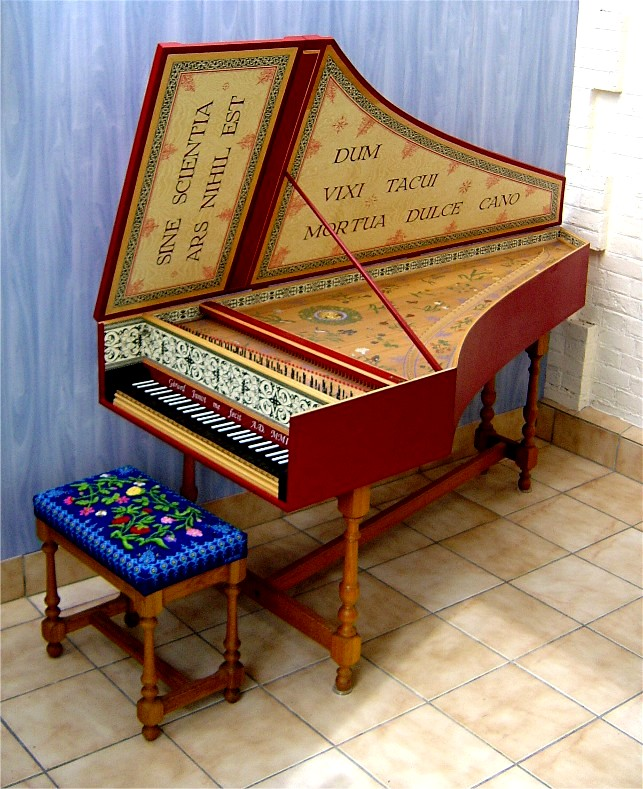
Clavecín, clavicémbalo .
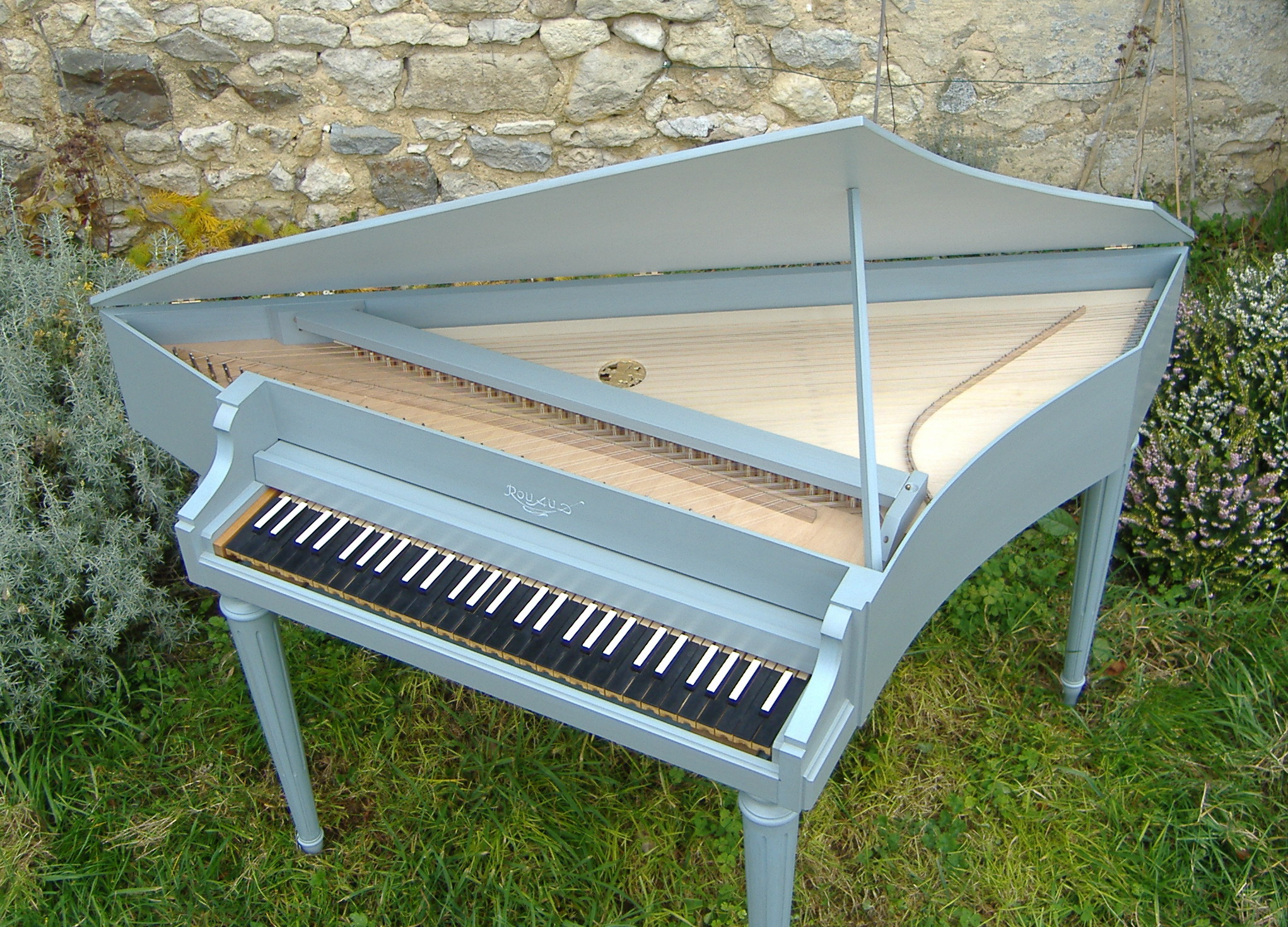
Espineta.
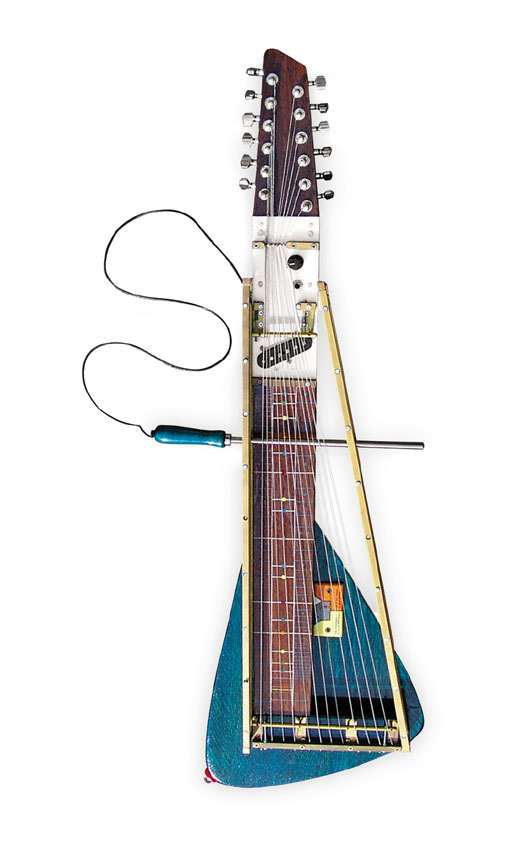
Moodswinger.
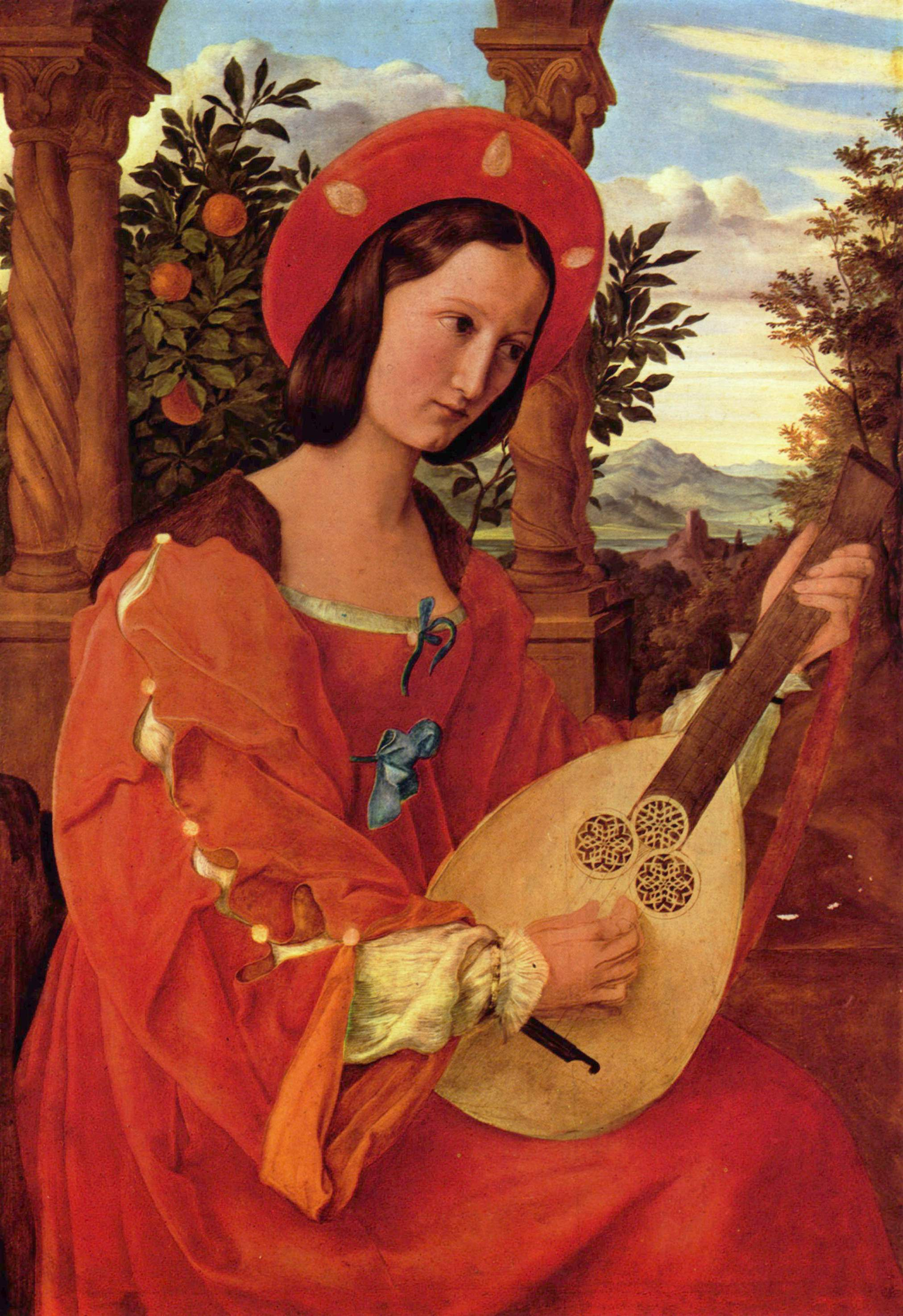
Laúd.
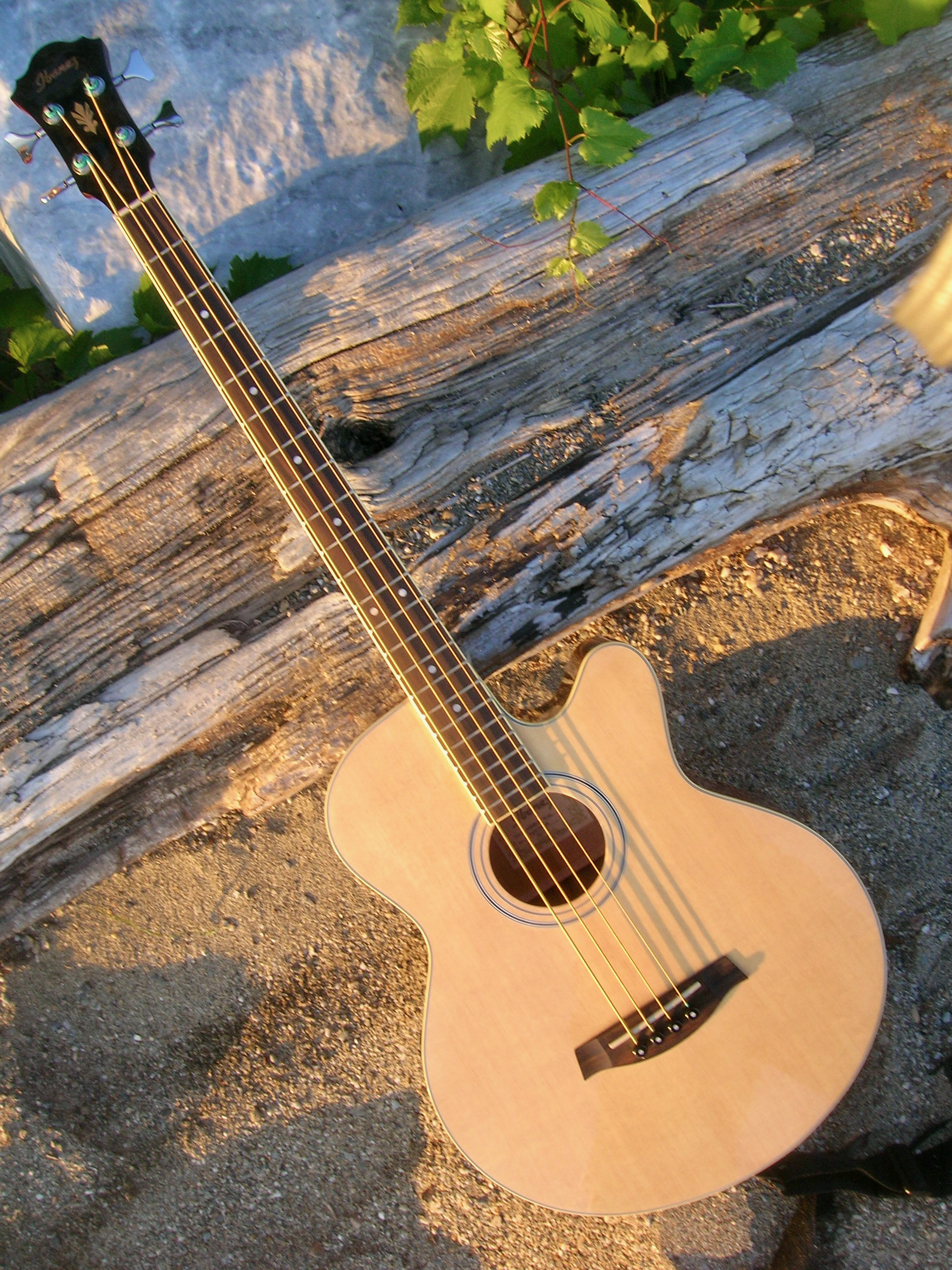
Bajo acústico
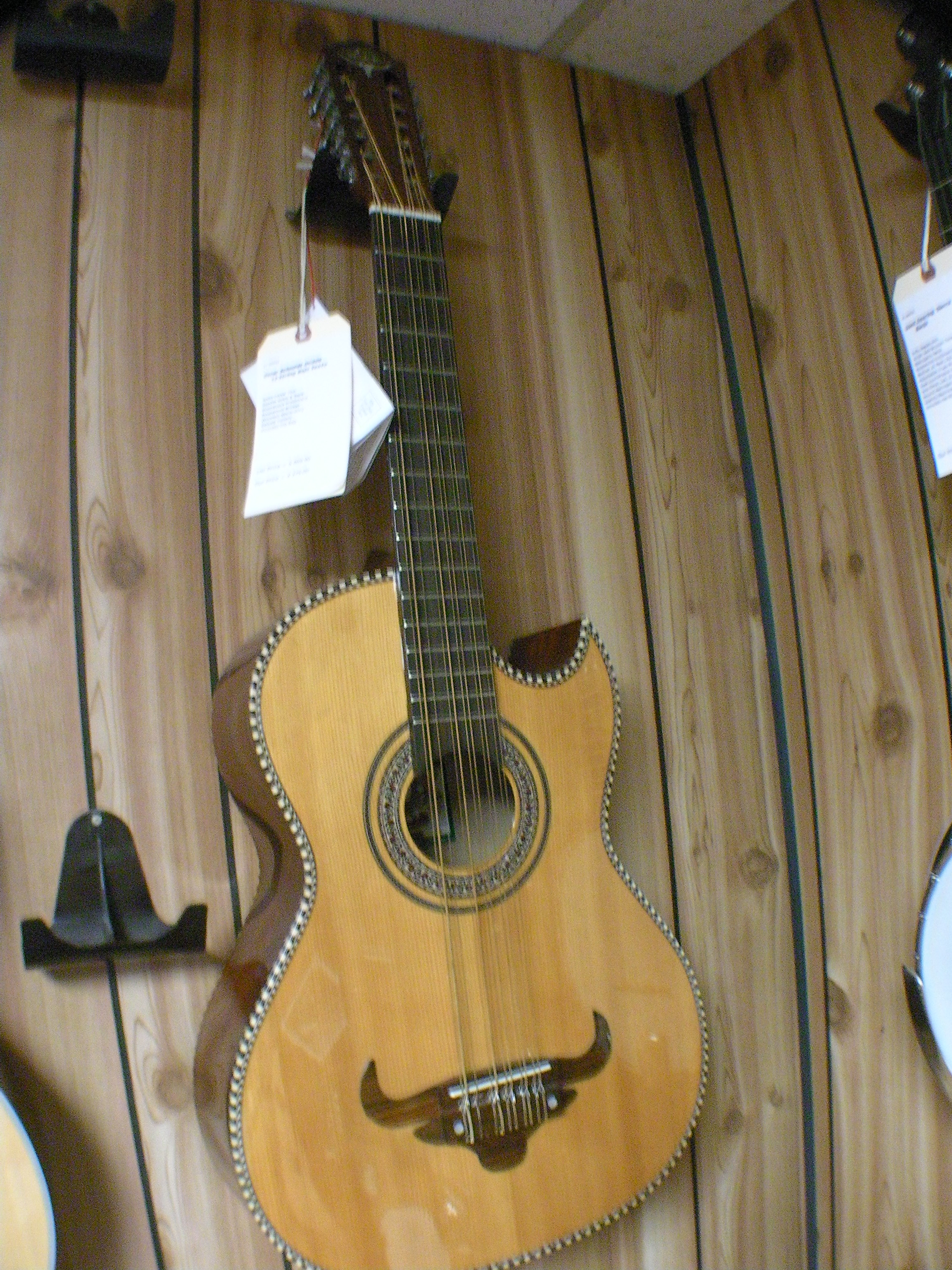
Bajo sexto
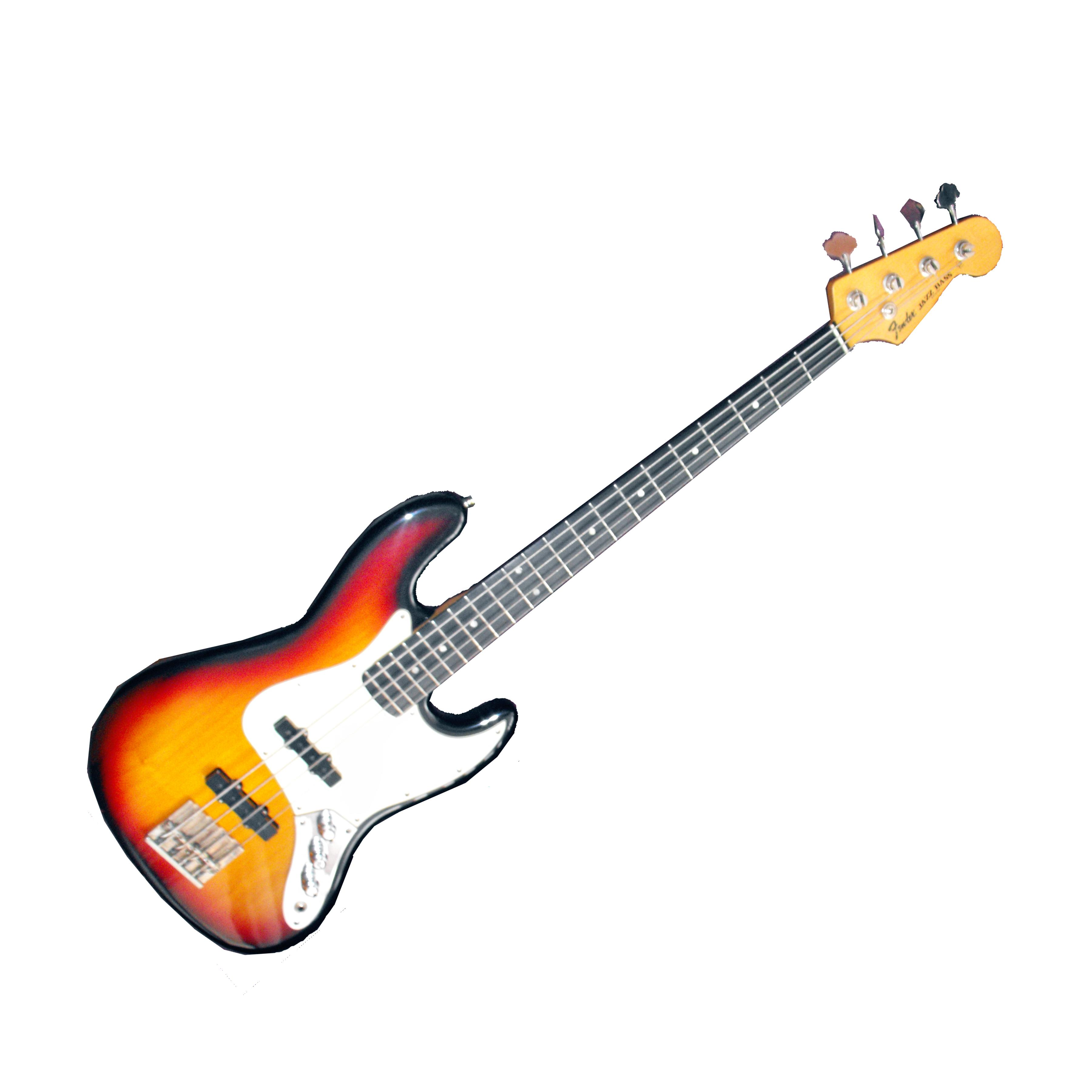
Bajo eléctrico
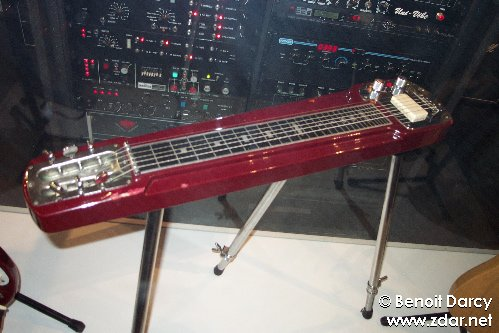
Lap steel
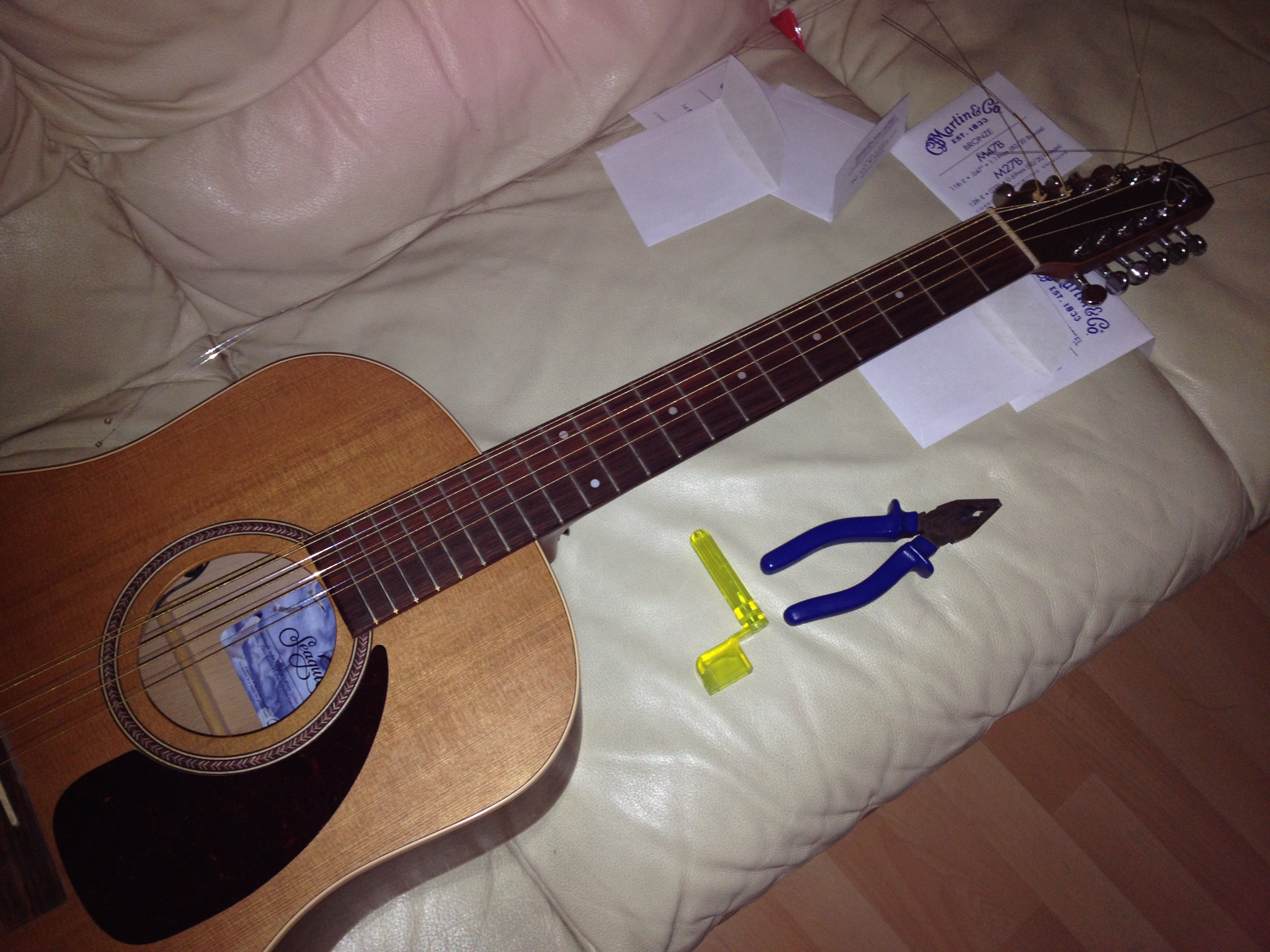
Guitarra de doce cuerdas (docerola)
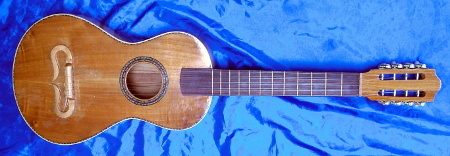
Jarana jarocha
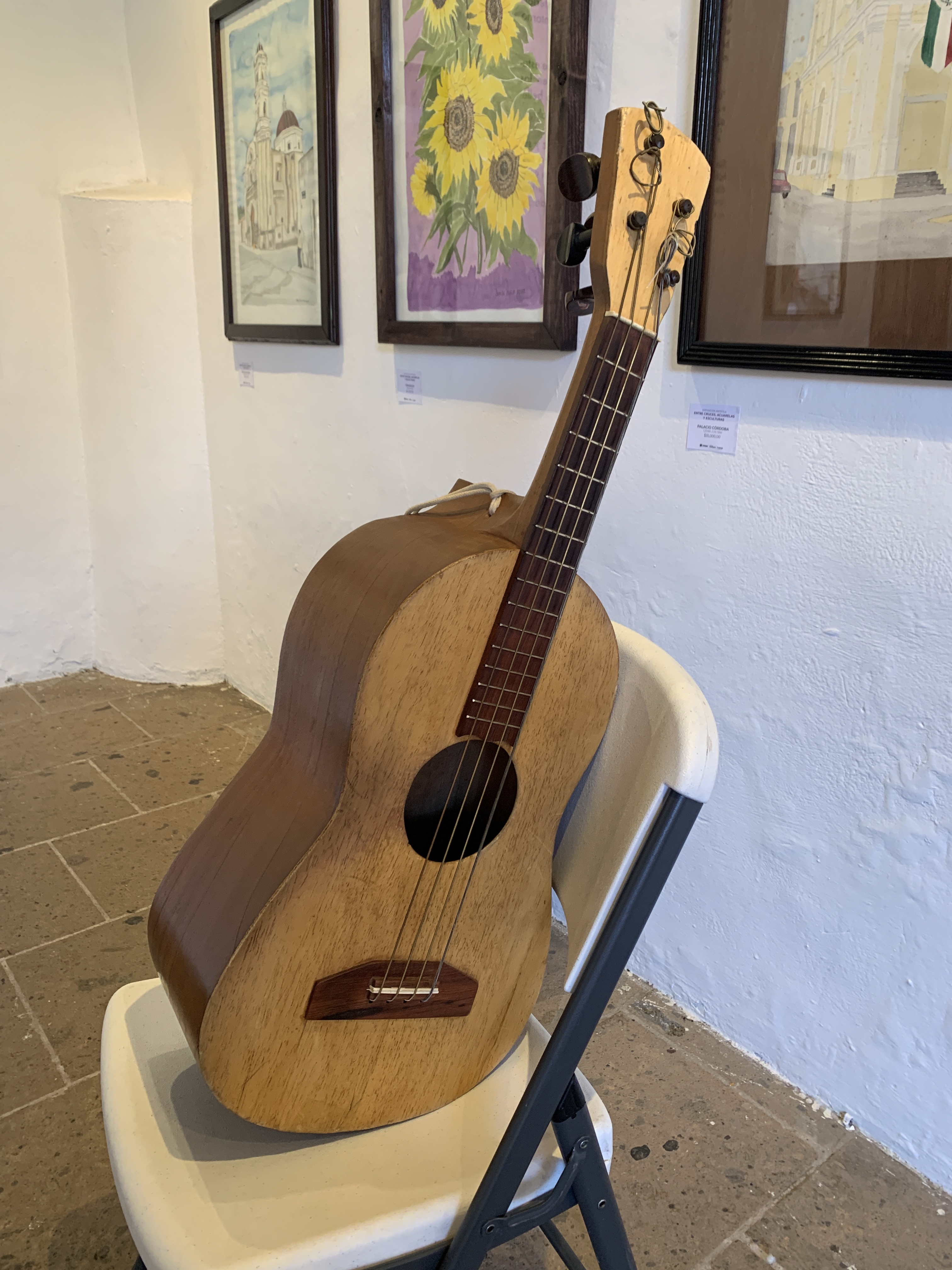
Leona
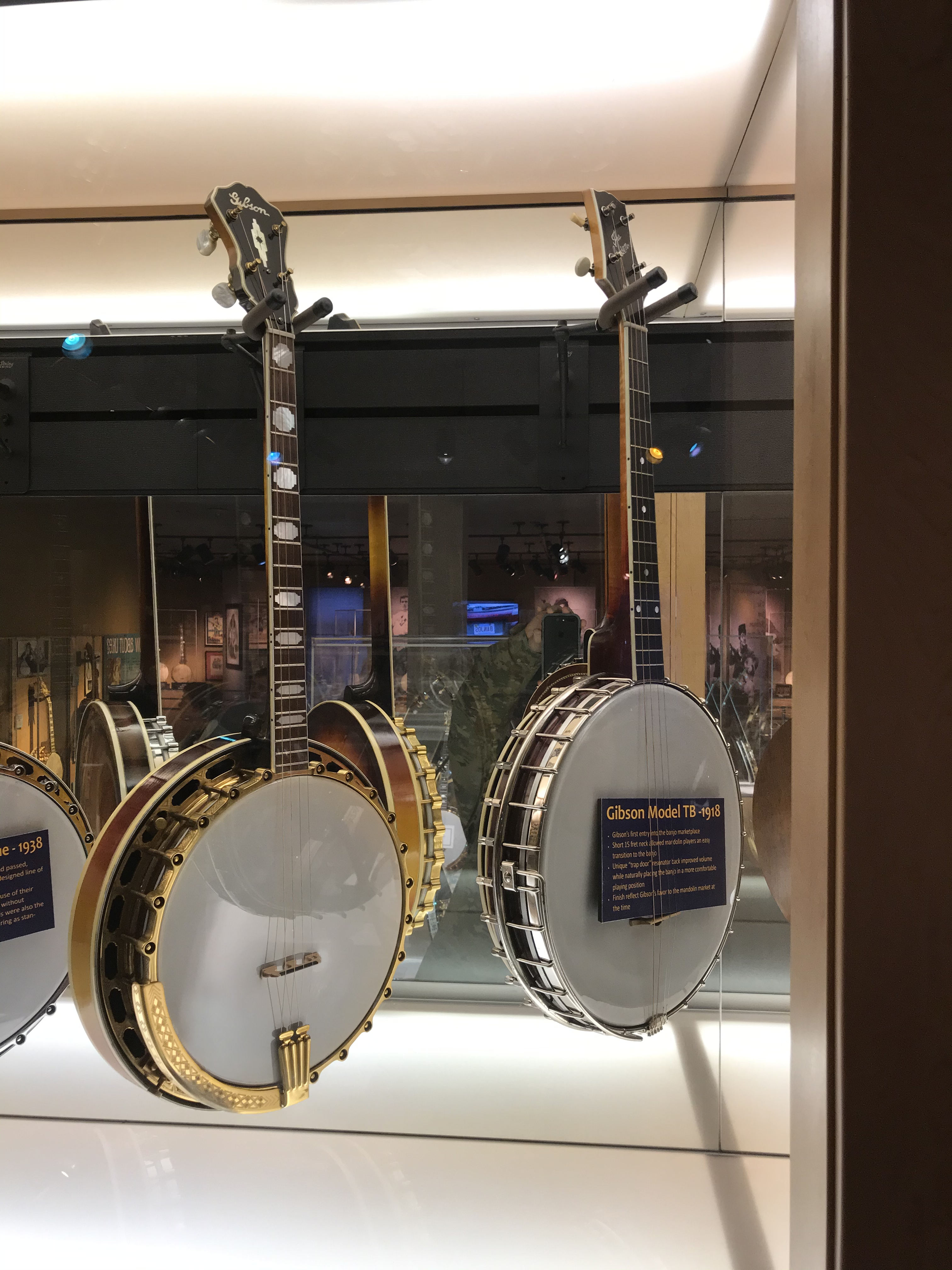
Banjo
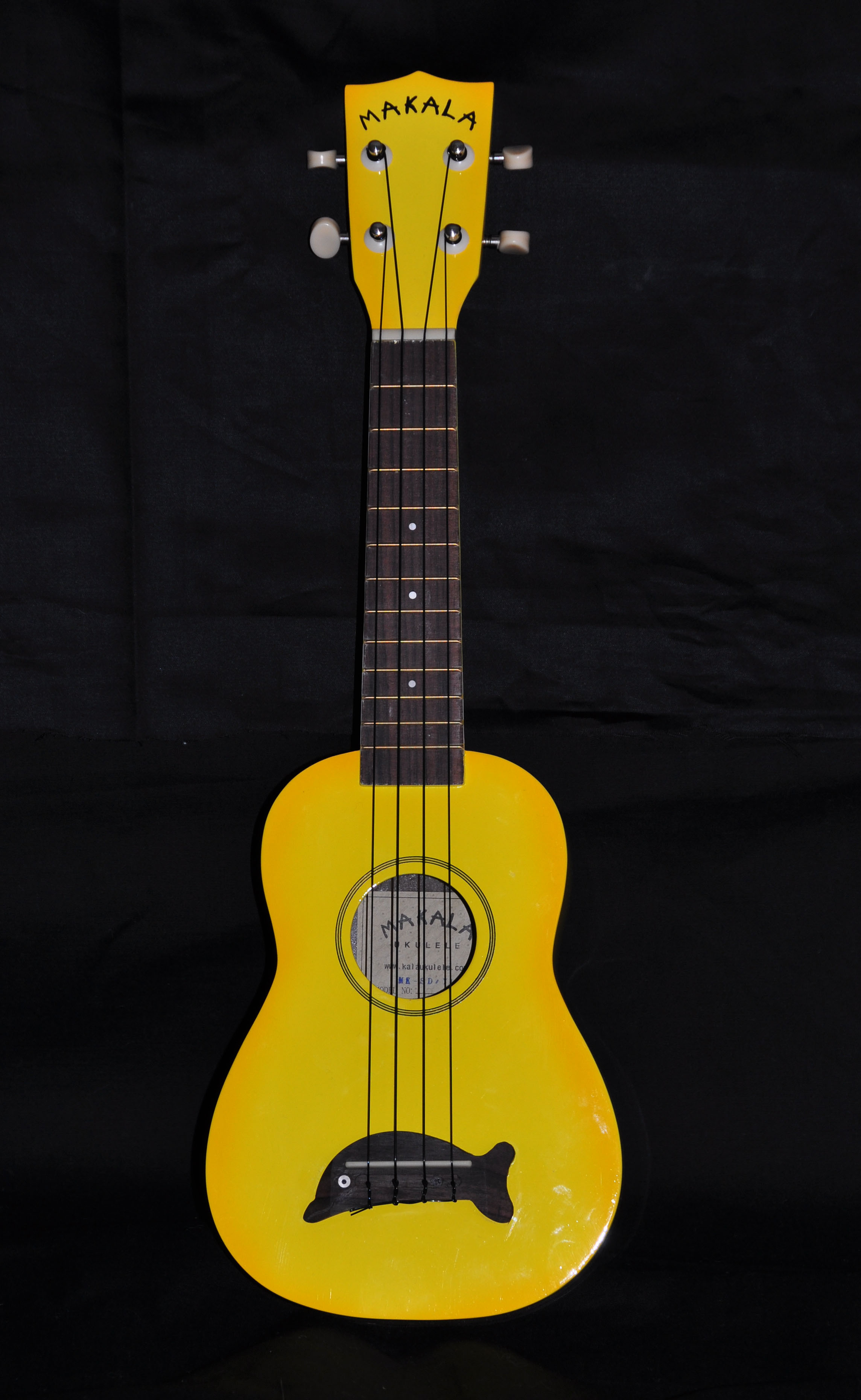
Ukelele
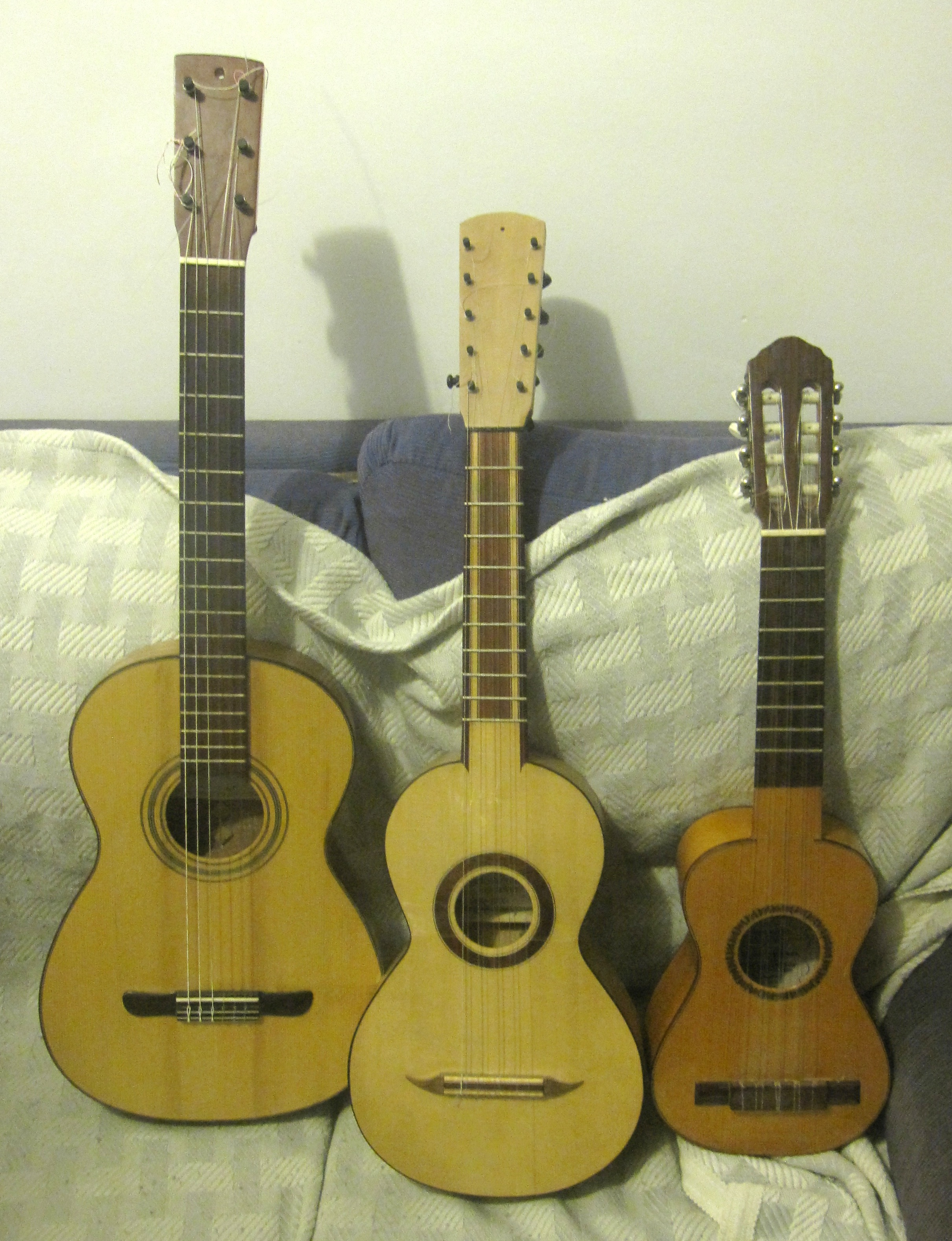
Guitarra (izquierda), requinto (centro) y guitarro tenor (derecha)
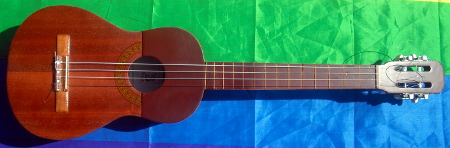
Cuatro
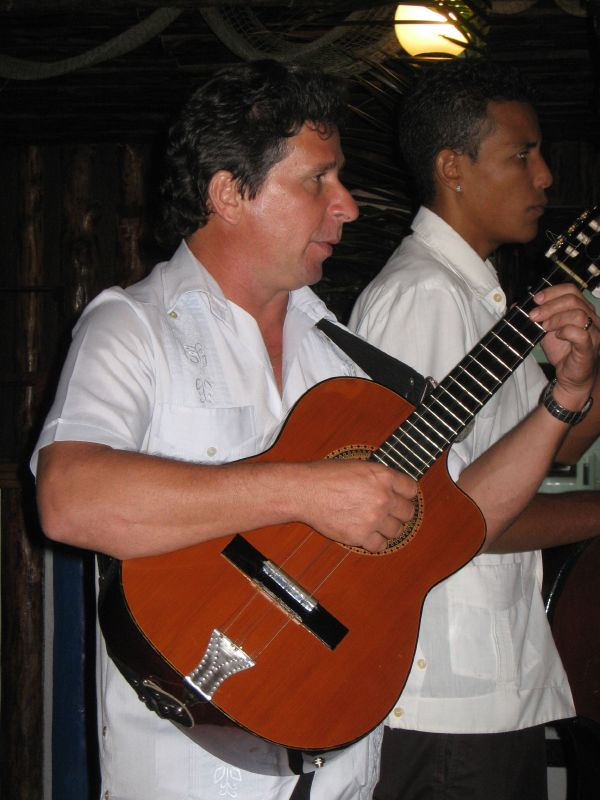
Tres cubano
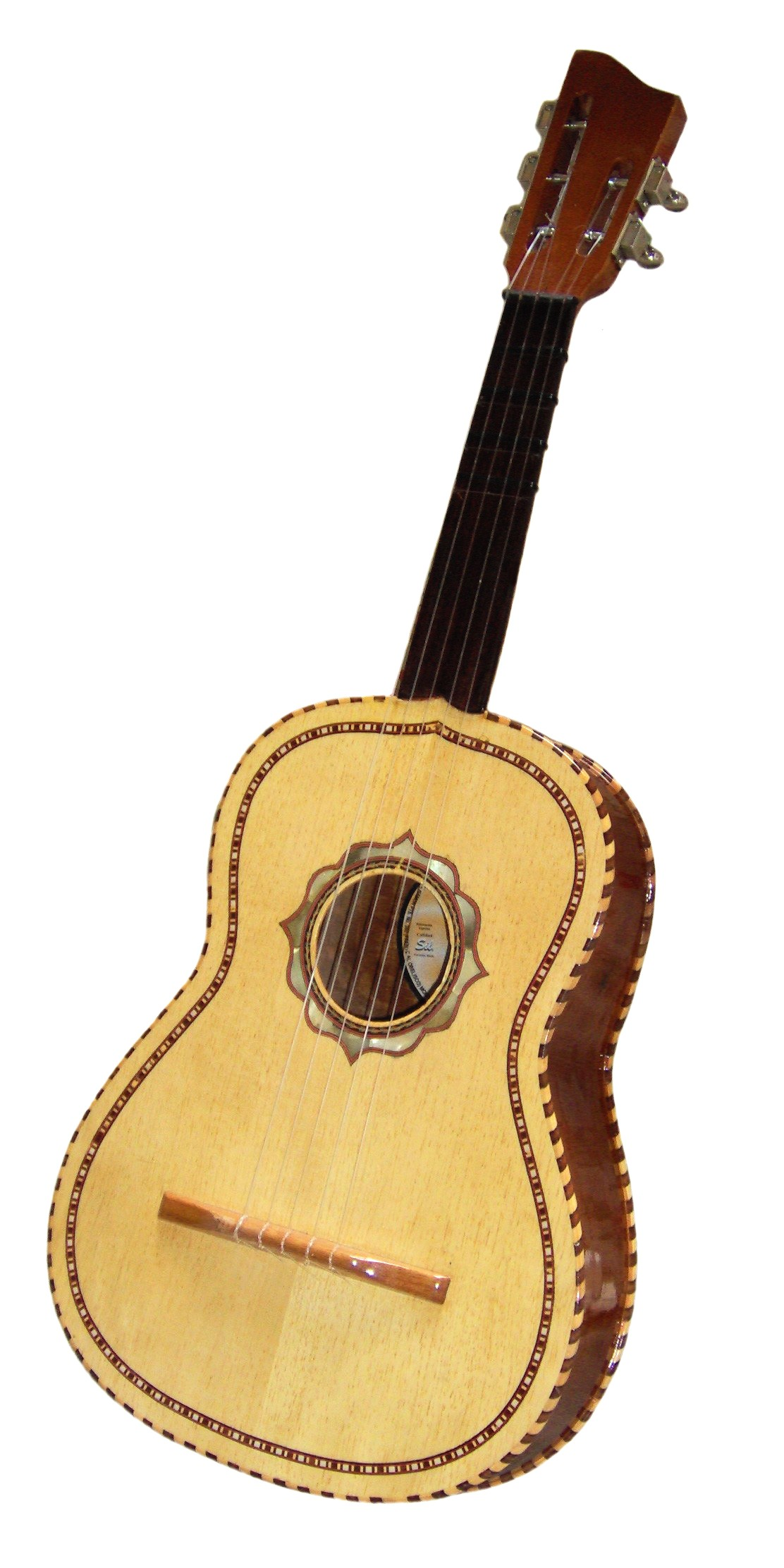
Vihuela

### Orientales
- La biwa japonesa
- El Shamisen japonés
- La pipa china
- El đàn tỳ bà vietnamita

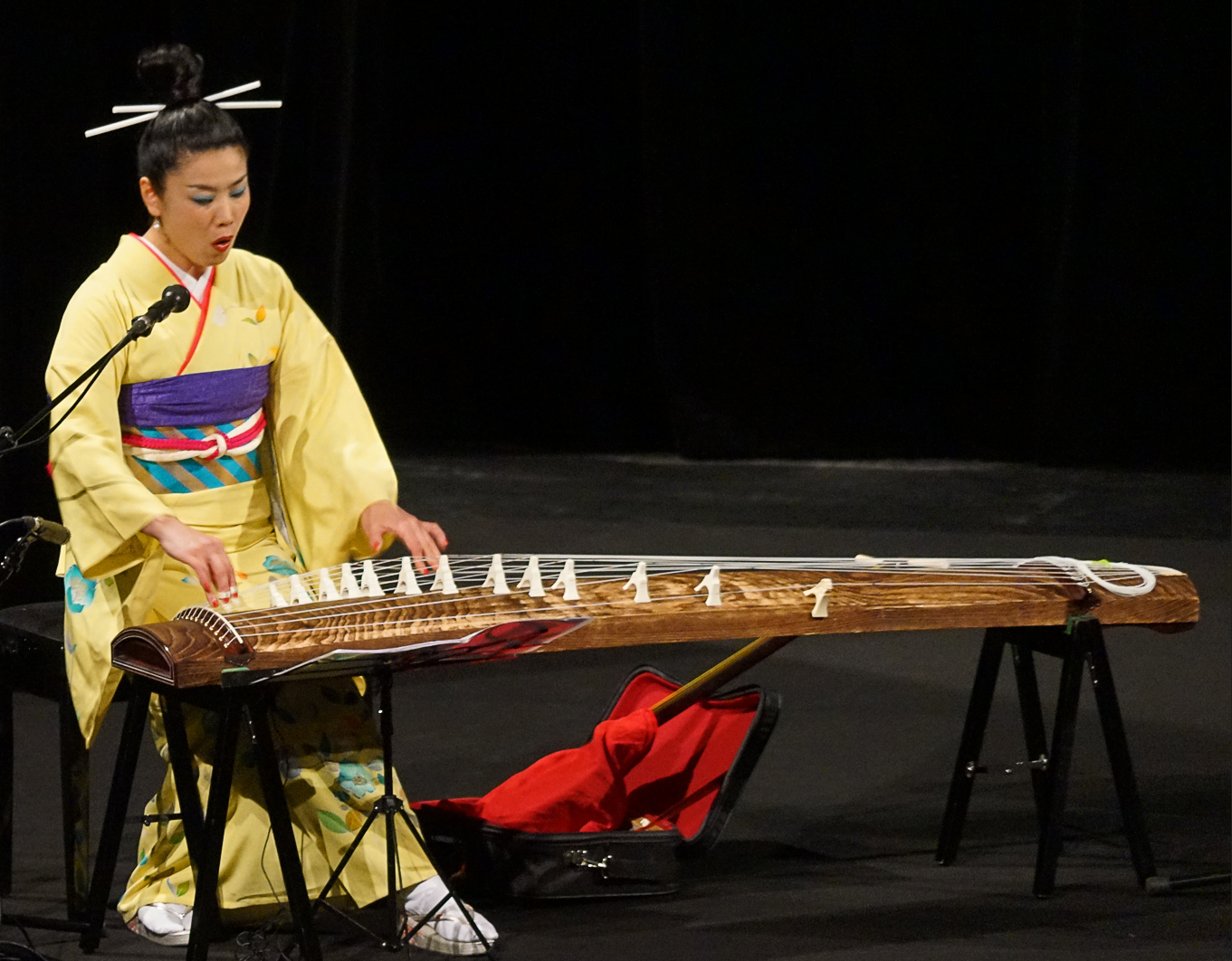
Fumie Hihara tocando el koto.

- La bipa coreana (ya no se utiliza en la actualidad, se conservan instrumentos en museos)
- El koto japonés
- El ek tara

## Instrumentos antiguos
Además de todos estos instrumentos, existen otros como:
- Clavicémbalo

## Género o clase
- requinto,
- guitarrón,
- guitarro,
- bandola.